# Graverska huset
Graverska huset är en byggnad på Kungsholmen, som färdigställdes 1754 som bostadshus för fabrikören och garvaren Jacob Graver och hans familj.
Det har efter tiden som bostadshus använts som bland annat tvätteri och kök, och senare för personalbostäder för Garnisonssjukhuset i Stockholm. Det används numera som kontorshus med representationslokaler för Stockholms läns landsting.
Graverska huset uppfördes efter ritningar av den från Tyskland inflyttade murmästaren Gottfried Franck (död 1759) som en del av industrianläggningen Engelska garveriet. Detta garveri, som grundades av Jacob Graver i samarbete med John Jennings och Robert Finlay, var verksamt fram till 1762. Graverska huset blev inflyttningsbart 1755, och Jacob Graver bodde där i ett hushåll på 18 personer. 
Stockholms läns landsting lät 2000 renovera  första våningen av huset för att använda det som representationslokaler. På väggarna i stora salen finns landskapsmålningar av dekorationsmålaren Lars Gottman, som föreställer strängt tuktade parklandskap med terrasser, trappor och spatserande rokokoherrskap.